# Cyrtonus montanus
Cyrtonus montanus é uma espécie de artrópode pertencente à família Chrysomelidae.